# Cyperus digitatus
Cyperus digitatus är en halvgräsart som beskrevs av William Roxburgh. Cyperus digitatus ingår i släktet papyrusar, och familjen halvgräs. IUCN kategoriserar arten globalt som livskraftig.

## Underarter
Arten delas in i följande underarter:
- C. d. auricomus
- C. d. digitatus
- C. d. khasiana